# Waldhausen (Mönchengladbach)
Waldhausen ist ein Stadtteil Mönchengladbachs. Er gehört zum Stadtbezirk Nord. Hier, im Keller der ehemaligen Brauerei Hensen an der Quellstraße, befand sich die Quelle des Gladbach, welchem die Stadt Mönchengladbach einen Teil ihres Namens verdankt.

## Kultur und Sehenswürdigkeiten
In Waldhausen befindet sich die Kapelle zum heiligen Aloysius, auch Brandts-Kapelle genannt.